# 어순
어순(語順, 영어: word order)은 문장이나 어구 속에서 단어와 어절이 정렬되는 방식이다. 문장의 구성요소의 배열순위를 말하여, 어서(語序) 또는 어열(語列)이라고도 한다.
구어(음성 언어)로 얘기를 나눌 때 단어는 하나하나 차례로 발음된다. 구어에서는(수화와 달리) 두 단어를 동시에 발음할 수 없다. 이 때문에 단어는 구어나 문장 등에서 시간의 흐름에 따라서 이야기된다. 이는 형태소와 어구 등과 같이 단어보다 작은 단위나 큰 단위에도 해당된다. 형태소도 말도 한번에 하나밖에 발음 할 수 없기 때문에 나열할 때 어떠한 순서로 나란히 발음해야 하는 필요성이 있다.

## 어순 유형론
언어유형론에서는 여러 어순이 가능한 경우에는 그 중 하나가 기본 어순(basic word order) 또는 지배적 어순(dominant [word] order)이라고 한다.
라틴어와 핀란드어는 정형적인 어순이 없다. 그러나 경향상 전자가 SOV형, 후자가 SVO형라고 볼 수 있다. 이처럼 유연한 어순을 사용하는 언어는 글 속에 있어서 명사의 역할을 표시하는 격을 갖는 것이 보통이다. 또 헝가리어나 체코어처럼, 어순이 주제·초점 등 정보 구조를 나타내는 언어도 있다.

### 주어·목적어·동사의 어순
Dryer(2011a)는 세계 1377개의 언어를 알아보고 가능한 어순이 복수인 경우에는 사용 빈도에 의해 기본 어순을 결정했다. 이 조사에 따르면 많은 언어들 중에서 SOV형이 가장 많아 565개이며, 이어서 SVO형이 488개였다. 다른 4가지 유형은 모두 100개 이하였고 VSO형이 95개, VOS형이 25개, OVS형이 11개, OSV형이 4개였다. 같은 정도로 잘 사용되는 어순이 두 개 이상의 언어는 189개이며, 이들은 빈도에 의해서 기본 어순을 결정할 수 없어 분류에서 제외되고 있다.
| 유형                   | 언어 수 |
| ---------------------- | ------- |
| 주어·목적어·동사 (SOV) | 565     |
| 주어·동사·목적어 (SVO) | 488     |
| 동사·주어·목적어 (VSO) | 95      |
| 동사·목적어·주어 (VOS) | 25      |
| 목적어·동사·주어 (OVS) | 11      |
| 목적어·주어·동사 (OSV) | 4       |
| 기본 어순 없음         | 189     |
| 총：                   | 1377    |

SOV형은 전세계에 분포하고 있지만 한국, 일본, 동남아·중동을 위시하는 아시아와 뉴기니, 동유럽의 일부 튀르크족의 국가들에서 특히 지배적이다. SVO형은 사하라 사막 이남의 아프리카와 중국에서 동남아시아·태평양 서부에 걸친 지역, 유럽에 널리 보인다.
- SOV형: 한국어, 일본어, 튀르크어족, 드라비다어족, 힌디어, 페르시아어, 수메르어, 히타이트어, 엘람어, 아제르바이잔어, 타타르어, 에르자어 등
- SVO형: 중국어(광둥어 등의 여러 방언 포함), 영어, 프랑스어, 스페인어, 이탈리아어, 포르투갈어, 루마니아어, 현대 그리스어, 태국어, 과라니어, 스와힐리어 등
- VSO형: 고전 아랍어, 히브리어, 아람어, 페니키아어, 고대 이집트어, 그으즈어, 타갈로그어, 세부아노어, 일로카노어, 마오리어 등

다음 나머지의 주어보다 목적어가 먼저 나오는 경우는 적다.
- VOS형: 피지어, 말라가시어, 유카텍 마야어 등
- OVS형: 히슈카랴나어 등
- OSV형: 샤반테어, 와라오어 등

## 같이 보기
- 언어유형론
- SVO형
- SOV형
- VSO형
- VOS형
- OSV형
- OVS형

## 참고 문헌
- Dryer, Matthew S. 2011a. Order of Subject, Object and Verb. Dryer & Haspelmath (eds.) Chapter 81 2011-08-27 열람
- Dryer, Matthew S. & Haspelmath, Martin (eds.) 2011. The World Atlas of Language Structures Online . Munich : Max Planck Digital Library.